# Hypotrachyna ramkhamhaengiana
Hypotrachyna ramkhamhaengiana är en lavart som beskrevs av Elix & Pooprang. Hypotrachyna ramkhamhaengiana ingår i släktet Hypotrachyna och familjen Parmeliaceae.   Inga underarter finns listade i Catalogue of Life.